# 킹 오브 마빈 가든스
킹 오브 마빈 가든스(The King Of Marvin Gardens)는 미국에서 제작된 봅 라펠슨 감독의 1972년 범죄, 드라마 영화이다. 잭 니콜슨 등이 주연으로 출연하였고 봅 라펠슨 등이 제작에 참여하였다.

## 출연

### 주연
- 잭 니콜슨
- 브루스 던

### 조연
- 엘렌 버스틴
- 줄리아 앤 로빈슨
- 찰스 라빈
- 스캣맨 크로더스

## 제작진
- 미술: 토비 카 라펄슨
- 의상: G. 토니 스카라노
- 배역: 프레드 루스